# Olympisch Sportcentrum van Peking
Het Olympisch Sportcentrum van Peking is een sportcentrum in de Chinese stad Peking. Het is een multifunctioneel centrum, met het voetbalstadion als centrumpunt. Het stadion was een van de voetbalstadions voor de Olympische Zomerspelen in 2008 in dezelfde stad. Verder worden er de onderdelen hardlopen en paardrijden voor de moderne vijfkamp gehouden.